# Minik Rosing

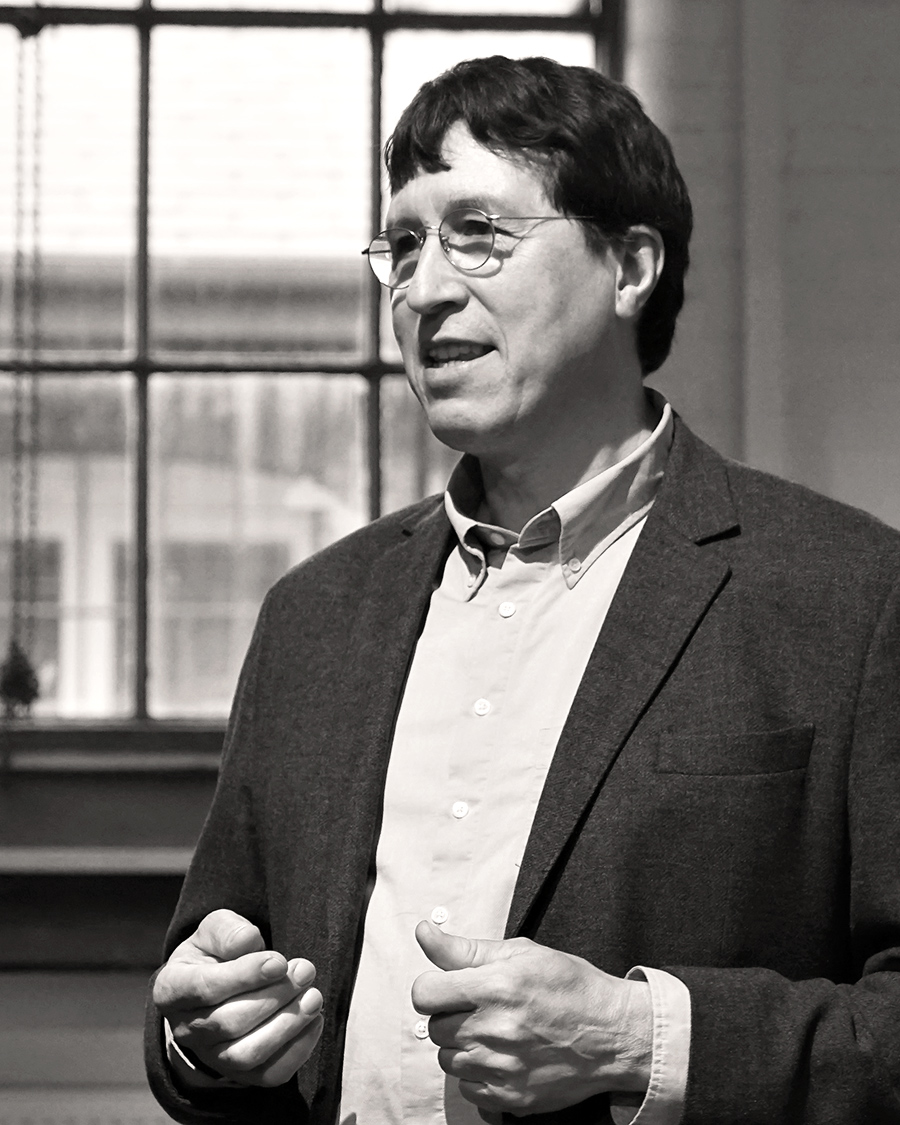
Minik Rosing (2017)

Minik Thorleif Rosing (* 2. Februar 1957 in Nuuk) ist ein grönländischer Geologe.

## Leben

### Familie
Minik Rosing ist das dritte von vier Kindern des Künstlers Jens Rosing (1925–2008) und der Dänin Dagny Nielsen (1928–2023).
Mit seiner Ehefrau Tine Keiser-Nielsen hat er die drei Kinder Salik, Johanne und Frederik. Die Familie lebt in Humlebæk.

### Ausbildung
Minik Rosing besuchte das Gymnasium in Helsingør, das er 1976 abschloss. Anschließend begann er Geologie an der Universität Kopenhagen zu studieren. 1984 schloss er das Studium als cand.scient ab. Bereits 1982 war er kurzzeitig Gastdozent an der Harvard University. Von 1984 bis 1985 war er Gastdozent an der Stanford University. 1989 schloss er seine Promotion ab.

### Karriere
Von 1989 bis 1990 war er als Redakteur bei Danmarks Radio angestellt. 1991 wurde er Adjunkt an der Universität Kopenhagen, 1995 Lektor und 1999 Professor für Geologie mit Sitz am Geologischen Museum in Kopenhagen. Dort war er von 2000 bis 2007 Direktor. Von 2006 bis 2007 war er Gastprofessor in Stanford. Von 2006 bis 2007 leitete er die Galathea-3-Expedition, einer Weltumsegelung zu biologischen, geologischen, meteorologischen, geophysikalischen, ethnologischen, anthropologischen und pädagogischen Zwecken. Von 2013 bis 2014 war er erneut Gastprofessor in Stanford.
Minik Rosing war im Laufe seiner Karriere bereits Aufsichtsratsvorsitzender der Universität von Grönland, des Arktisk Institut, der Geologischen Forschungsanstalt für Dänemark und Grönland (GEUS) und der Kommission für wissenschaftliche Untersuchungen in Grönland. Zudem ist er Mitglied des Rats der Königlich Dänischen Geografischen Gesellschaft und der Königlich Dänischen Akademie der Wissenschaften, Vizevorsitzender der Dänischen Grundforschungsstiftung und der Velux-Stiftung, Aufsichtsratsmitglied des Louisiana Museum of Modern Art.

### Forschungsbereiche
Minik Rosing forscht vor allem mit dem aus Grönland stammenden Isua-Gneis, wo er 1999 in 3,8 Milliarden Jahre altem Gestein Cyanobakterien und damit Anzeichen für frühes Leben fand, was Ende 2017 weiter bestätigt werden konnte. Er fand zudem heraus, dass das CO2-Niveau zu dieser Zeit dem heutigen entsprach und widerlegte damit die Theorie eines extremen Treibhauseffekts während des ebenfalls nach dem Gneis benannten Isuums.
2015 platzierte er gemeinsam mit dem isländisch-dänischen Künstler Ólafur Elíasson anlässlich der UN-Klimakonferenz in Paris 2015 schmelzende Eisblöcke auf dem Kopenhagener Rådhuspladsen, um auf die Klimaerwärmung aufmerksam zu machen.

## Ehrungen
- 2001: Ebbe Muncks Hæderspris[2]
- 2002: Nersornaat (Silber)[5]
- 2005: Rinkmedaljen[2]
- 2008: Danmarks Geologipris[8]
- 2009: Amalienborgprisen[9]
- 2010: Ritterkreuz des Dannebrogordens[10]
- 2013: Rosenkjærprisen[2]
- 2014: Tøger Seidenfaden-prisen[2]
- 2016: Galatheamedaljen[2]
- 2017: Hans Christian Ørsted Prisen[2]
- 2018: Rungstedlundprisen[2]
- 2019: Svend Bergsøes Fonds Formidlerpris[2]
- 2023: Ehrendoktor des Ilisimatusarfik[11]

## Werke (Monografien)
- 2008: Verdensbillede – Geologi og Kunst (mit Per Kirkeby)
- 2008: Skjoldungen
- 2017: Amatøreskimo (mit Morten Meldgaard und Tupaarnaq Rosing Olsen)
- 2018: Rejsen til tidernes morgen